# Tran To Nga
Tran To Nga, nascuda l'any 1942 al Protectorat francès de Annam que esdevindrà l'any 1955 Vietnam del Sud, és una periodista, guerrillera i militant francovietnamita.

## Biografia
Tran To Nga nasqué en una família favorable a la independència del Vietnam. L'escolaritzaren a l'escola Marie Curie de Saïgon on aprengué francès. L'any 1955, a l'edat de 13 anys, fou enviada per la seva mare a Hanoï (República democràtica del Vietnam) per protegir-la d'una possible d'una detenció.
Tran To Nga es va graduar a la universitat enmig de la Guerra del Vietnam i es va unir al moviment armat Front Nacional d'Alliberament del Vietnam el mateix vespre. Va viatjar a peu durant 4 mesos, sobretot pel camí de Ho Chi Minh, i es va unir als maquis del sud. Tran To Nga va ser enverinada per [[Agent taronja]] mentre lluitava a la jungla i els pantans. El 1966, a la regió de Cu Chi (al nord de Saigon), hi havia un "llarg rastre arran d'un atac de l'exèrcit nord-americà amb Fairchild C-123 Provider". Al cap de poc temps, mentre escrivia la seva autobiografia, digué que "una pluja viscosa em rajava per les espatlles i em colpejava la pell. I de cop un atac de tos se m'apoderà. […] Vaig rentar-me. I després vaig oblidar-ho". En els mesos següents, va tornar a ser víctima del ruixat de l'agent taronja que els Estats Units que van vessar milions de litres al Vietnam entre 1961 i 1970. Segons ella mateixa declararia "vaig seguir les tropes del Front d'Alliberament Nacional del Vietnam del Sud per a l'agència de notícies Giai Phong, vaig creuar la selva, vaig caminar pels pantans, submergint-me en aiguamolls i sòls contaminats.
La seva filla gran, Viêt Odiat, nascuda l'any 1968, nasqué amb una malformació cardíaca, la tetralogia de Fallot. La seva filla morí a la jungla a l'edat de 17 mesos. Les dues altres noies de Tran To Nga, nascudes l'any 1971 i 1974, ho feren també amb malformacions cardíaques i òssies i ‐fins i tot sofrint d'un càncer de pulmó i de tuberculosis, la apha-thalassémie A la seva biografia, resumí: «els meus descendents i jo mateix fórem enverinats. L'examen de la famosa llista de les malalties establertes pels americans permet dir que sofreixo 5 de les 17 patologies de l'enverinament».

## Lluita contra els efectes de l'Agent Taronja
Tran To Nga testificà al tribunal d'opinió per a les víctimes vietnamites de l'agent/dioxina taronja, que se celebrà a París els 15 i 16 de maig de 2009. Els jutges vinguts d'Àfrica, d'Amèrica del Nord i del Sud, d'Àsia i d'Europa, foren presidits pel jutge Jitendra Sharma. Les cloendes d'aquest tribunal foren exposades al president de la república democràtica del Vietnam i al president dels Estats Units d'Amèrica.
A la primavera 2014, Tran To Nga acusà 26 multinacionals de la indústria agroquímica americana d'haver fabricat l'Agent Taronja, entre les quals Monsanto i Dow Chemical. Entre els firmants de l'acusació es trobarien el comitè de suport a Tran To Nga, el col·lectiu Vietnam Dioxine, el Col·lectiu Stop Monsanto-Bayer i l'agroquímica, així com d'altres associacions mediambientals i solidàries.
El tribunal de gran instància de Évry rebé la queixa, al favor d'una modificació de la llei que autoritza un súbdit francès a entaular una acció en justícia per a fets comesos fora del territori francès per un estranger. La queixa és diposità en civil i no en penal com inicialment s'havia volgut, amb els advocats Bertrand Repolt, Amélie Lefebvre i William Bourdon. L'audiència de posada en estat del 29 de juny de 2020 fixà la data dels al·legats del procés entaulat per Tran To Nga al 12 d'octubre de 2020, a continuació ajornada al 25 de gener de 2021. Al final, continuaren a les evolucions (desaparició, fusions, adquisicions) d'aquestes empreses, i 14 firmes serien finalment a la defensa del procés: Dow Chemical Company, Monsanto Company, Hercules Inc, Uniroyal Chemical Co Inc, Uniroyal Chemical Acquisition Corporation, Uniroyal Inc, Uniroyal Chemical Holding Company, Occidental Chemical Corporation, Maxus Energy Corporation, Tierra Solution Inc, Chemical Land Holdings, Th Agriculture and Nutrition Co, Hacros Chemicals Inc, Pharmacia & Upjohn Incorporated.
Dues tribunes signades per moltes personalitats i associacions, reclamaren "justícia per a Tran To Nga i les víctimes de l'agent taronja" apareixent el 7 d'agost de 2020 i el 18 de gener de 2021.

## Publicacions
- Tran, To Nga. Ma terre empoisonnée: Vietnam, France, mes combats.  París: Stock, 2016, p. 304. ISBN 9782234079014.

## Documentals
- Agent Orange: la dernière bataille, d'Alan Alderson i Kate Taverna (2020) al qual Tran To Nga detalla els seus transcursos legals.
- Agent Orange: une bombe à retardement, de Thuy Tien Ho i Laurent Lindebrings, Doriane Films, Orquídies.